# Lorenzo Colombo
Lorenzo Colombo (8. březen 2002, Vimercate), Itálie) je italský fotbalový útočník, který je od sezony 2024/25 hráčem italského klubu Empoli, kam jej poslal na hostování Milán.

## Kariéra
Vyrostl v mládežnickém týmu v Miláně a 12. června 2020 ve věku 18 let debutoval v prvním týmu jako náhradník v semifinále poháru proti Juventusu. V Serii A odehrál první zápas 18. července proti Boloni (5:1). První branku vstřelil 24. září v předkole EL proti Bodø/Glimt (3:2). V lednu 2021 byl poslán na hostování do druholigového Cremonese, kde odehrál 13 utkání.
Následující dvě sezony hrál opět na hostování. Nejprve druholigovém SPALu a díky jeho 6 brankám jej pomohl zachránit v soutěži. Poté odešel do prvoligové Lecce, která měla opci na odkup se zpětným prodejem. V klubu hrál stabilně a odehrál 33 utkání a vstřelil 5 branek. Klub využil opci a koupil jej, jenže Rossoneri díky zpětnému odkupu, vykoupila.

## Statistika
| Sezóna  | Klub      | Liga    | Liga   | Liga | Domácí poháry | Domácí poháry | Domácí poháry | Kontinentální poháry | Kontinentální poháry | Kontinentální poháry | Celkem | Celkem |
| Sezóna  | Klub      | Soutěž  | Zápasy | Góly | Soutěž        | Zápasy        | Góly          | Soutěž               | Zápasy               | Góly                 | Zápasy | Góly   |
| ------- | --------- | ------- | ------ | ---- | ------------- | ------------- | ------------- | -------------------- | -------------------- | -------------------- | ------ | ------ |
| 2019/20 | Milán     | Serie A | 1      | 0    | IP            | 1             | 0             | -                    | 0                    | 0                    | 2      | 0      |
| 2020/21 | Milán     | Serie A | 4      | 0    | IP            | 0             | 0             | EL                   | 5                    | 1                    | 9      | 1      |
| 2021    | Cremonese | Serie B | 13     | 1    | IP            | 0             | 0             | -                    | 0                    | 0                    | 13     | 1      |
| 2021/22 | SPAL      | Serie B | 34     | 6    | IP            | 1             | 0             | -                    | 0                    | 0                    | 35     | 6      |
| 2022/23 | Lecce     | Serie A | 33     | 5    | IP            | 1             | 1             | -                    | 0                    | 0                    | 34     | 6      |
| 2023/24 | Monza     | Serie A | 25     | 4    | IP            | 0             | 0             | -                    | 0                    | 0                    | 25     | 4      |
| 2024/25 | Empoli    | Serie A | 37     | 6    | IP            | 4             | 1             | -                    | 0                    | 0                    | 41     | 7      |
| Celkově | Celkově   | Celkově | 141    | 22   | -             | 7             | 2             | -                    | 5                    | 1                    | 153    | 25     |

## Úspěchy

### Reprezentační
- 2× účast na ME 21 (2021, 2023)